# East Thermopolis (Wyoming)
East Thermopolis es un pueblo ubicado en el condado de Hot Springs en el estado estadounidense de Wyoming.. En el año 2010 tenía una población de 254 habitantes y una densidad poblacional de 508 personas por km² .

## Geografía
East Thermopolis se encuentra ubicado en las coordenadas 43°38′38.78″N 108°11′52.55″O / 43.6441056, -108.1979306. Según la Oficina del Censo, la localidad tiene un área total de 0,5 km² (0,2 mi²), de la cual 0,5 km² (0,2 mi²) es tierra y 0 km² (0 mi²) (0.0%) es agua.

### Localidades adyacentes
El siguiente diagrama muestra a las localidades en un radio de 80 kilómetros (49,7 mi) de East Thermopolis.

## Demografía
En el 2000 la renta per cápita promedia del hogar era de $47.757, y el ingreso promedio para una familia era de $53.915. El ingreso per cápita para la localidad era de $25.004. En 2000 los hombres tenían un ingreso per cápita de $31.152 contra $24.307 para las mujeres. Alrededor del 6.80% de la población estaba bajo el umbral de pobreza nacional.